# Gertrude Cepl-Kaufmann

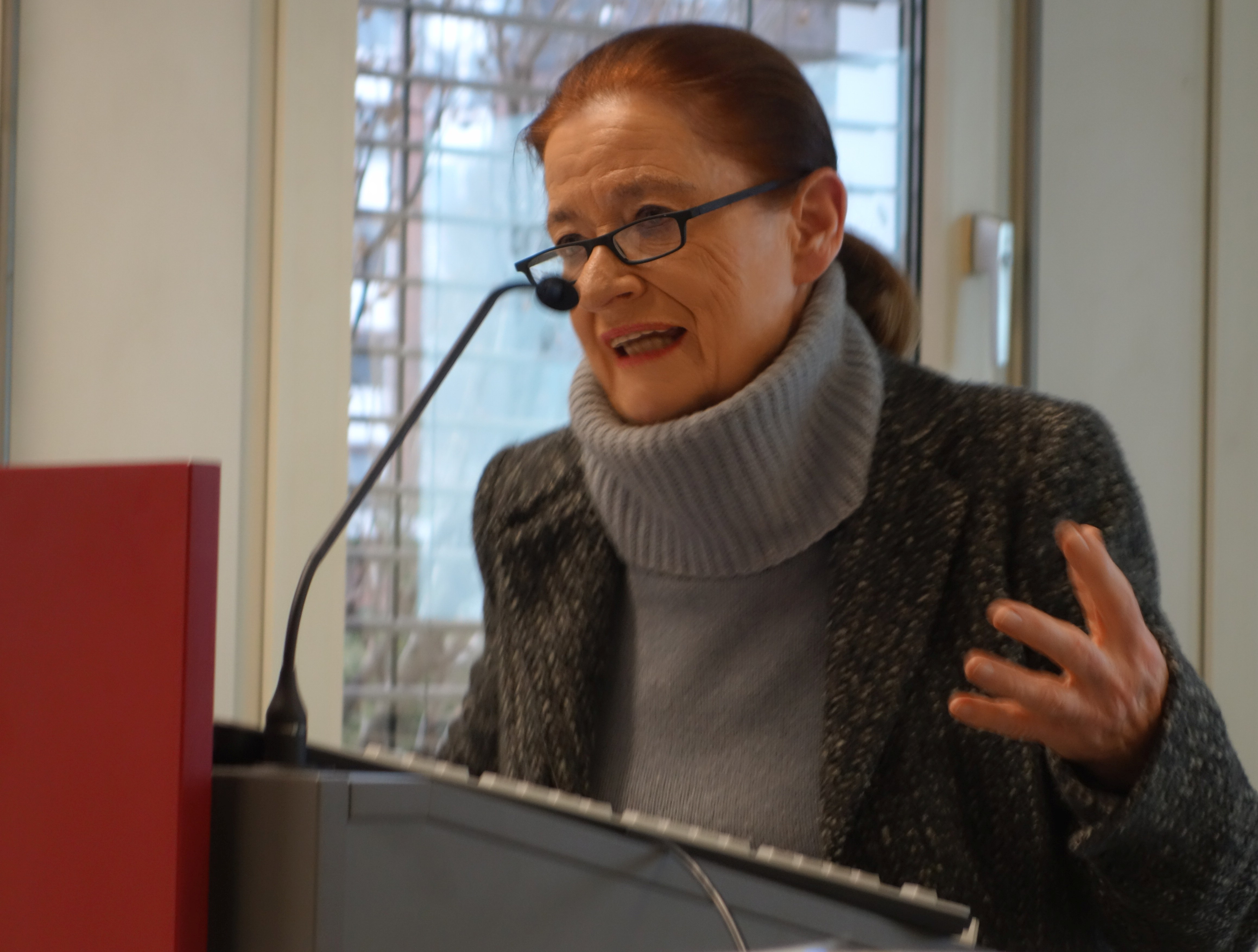
Gertrude Cepl-Kaufmann

Gertrude Cepl-Kaufmann (* 27. Februar 1942 in Grevenbroich) ist eine deutsche Literaturwissenschaftlerin. Sie ist seit 2003 Professorin für Neuere Deutsche Literaturwissenschaft an der Heinrich-Heine-Universität Düsseldorf und Leiterin des dortigen An‑Instituts „Moderne im Rheinland“.

## Leben
Gertrude Cepl-Kaufmann promovierte mit einer Arbeit zum literarischen und politischen Werk von Günter Grass. Sie habilitierte sich mit Forschungen zum „Friedrichshagener Dichterbund“. Ihre Schwerpunkte in der Lehre und Forschung sind die Literatur vom Naturalismus bis zur Gegenwart, Probleme der Literatursoziologie, vor allem der literarischen Gruppenbildung, und Aspekte einer regionalhistorischen, transdisziplinären und komparatistischen Kulturwissenschaft.
Als Leiterin des Instituts „Moderne im Rheinland“ betreibt sie Forschungen zur Kulturgeschichte des Rheinlandes.
Von 2000 bis 2007 war sie als Gastprofessorin am Institut für Europäische Studien der Karls-Universität Prag tätig. Von 1999 bis 2012 war sie Mitglied im wissenschaftlichen Beirat des Bundesinstituts für Geschichte und Kultur der Deutschen im östlichen Europa (Oldenburg), zuständig für die Vergabe der Immanuel-Kant-Stipendien und des Immanuel-Kant-Forschungspreises. Von 1997 bis 2008 kooperierte sie mit Gerhart Hauptmann (Düsseldorf) im Rahmen des Projektes „Deutsch-osteuropäisches Forum / Ost-West-Forum“.
Von 2006 bis 2012 war sie Mitglied im Wissenschaftlichen Beirat des Fritz-Hüser-Instituts für Literatur und Kultur der Arbeitswelt. 2011 realisierte sie die Ausstellung „Schreibwelten – Erschriebene Welten. Zum 50. Geburtstag der Dortmunder Gruppe 61“ im Museum für Kunst und Kulturgeschichte der Stadt Dortmund. Seit 2007 ist sie Mitglied im Komitee der Niederrhein-Akademie/Academie Nederrijn e. V. Aus 2007 datiert auch die Kooperation mit der Universität Rom (Antonella Gargano), beginnend mit der internationalen Tagung „Kulturtheorie und Region“ an der Heinrich-Heine-Universität Düsseldorf. Von 2008 bis 2016 war sie Mitglied im Kuratorium des Rheinischen Archivs für Künstlernachlässe (RAK). Zu den Aktivitäten zählten die Planung und Realisierung von Kolloquia.
2011 wurde das Projekt „TRIANGLE. Tri-Border Areas as reality, paradigm and challenge for Europe“ entwickelt. Es folgten Diskurse und Kooperationen u. a. mit den Universitäten Luxemburg und Innsbruck. Schwerpunkt der Kooperation wurde 2015 die internationale Konferenz „Gedächtnistopographien in trilateralen Räumen“ mit der Universität Danzig. Seit 2012 war sie Vorsitzende des Wissenschaftlichen Beirates im Projekt „1914 – Mitten in Europa“ des Landschaftsverbandes Rheinland (LVR). Seit 2017 ist sie Mitglied im Wissenschaftlichen Beirat des NRW-Projektes „100 jahre Bauhaus im westen“.
Gertrude Cepl-Kaufmann ist verheiratet und hat drei Kinder.

## Auszeichnungen
2012 Auszeichnung mit dem Rheinlandtaler des Landschaftsverbands Rheinland (LVR) für ihre Arbeiten zur Geistes- und Kulturgeschichte des Rheinlandes.
Am 6. Dezember 2013 wurde Cepl-Kaufmann mit dem Bundesverdienstkreuz ausgezeichnet.

## Werke
- Günter Grass. Eine Analyse des Gesamtwerks unter dem Aspekt von Literatur und Politik. Kronberg im Taunus, 1975 (zugl. Diss. Universität Düsseldorf 1972).
- Germanistikstudium. Einführung in das Studium der Literaturwissenschaft. Stuttgart 1973 (= Texte Metzler, 15), zus. m. Winfried Hartkopf. Tlw. Wiederabdruck in: Literatur und Literaturwissenschaft. Materialien zur Einführung. Hg. Heinz Geiger, Albert Klein, Jochen Vogt, Düsseldorf 1973 (= Grundstudium Literaturwissenschaft. Hochschuldidaktische Materialien Bd. 1).
- Berlin-Friedrichshagen. Literaturhauptstadt um die Jahrhundertwende. Der Friedrichshagener Dichterkreis, München 1994, zus. m. Rolf Kauffeldt.
- „Wenn es dem Kommödchen nicht gefällt…“ . Ein Kabarett in Deutschland, Düsseldorf 2000, zus. m. Antje Johanning und Winrich Meiszies.
- „Ich liebe nichts so sehr wie die Städte.“ Alfons Paquet als Schriftsteller, Europäer, Weltreisender, Frankfurt 2001 (= Frankfurter Bibliotheksschriften, 9), zus. m. Sabine Brenner, Martina Thöne.
- „Deutscher Rhein – Fremder Rosse Tränke?“ Die Rheinlandbesetzung im Spiegel der Literatur. Eine Ausstellung des Instituts „Moderne im Rheinland“ an der Heinrich-Heine-Universität Düsseldorf in der Universitäts- und Landesbibliothek Düsseldorf, 26. April – 1. Juni 2001. Düsseldorf 2001, zus. m. Carola Spies.
- Der Bund rheinischer Dichter 1926–1933. Schöningh, Paderborn 2003.
- Mythos Rhein. Zur Kulturgeschichte eines Stromes. Darmstadt 2003, zus. m. Antje Johanning.
- Einführung in die moderne Archivarbeit, Darmstadt 2006, zus. mit Sabine Brenner und Max Plassmann.
- Von Flussidyllen und Fördertürmen. Literatur an der Nahtstelle zwischen Ruhr und Rhein. Hrsg. mit Jan-Pieter Barbian und Hanneliese Palm. Klartext, Essen 2011, ISBN 978-3-8375-0524-5.
- Christus. Zur Wiederentdeckung des Sakralen in der Moderne, Düsseldorf 2012 (zus. mit Anne-Marie Bonnet, Jasmin Grande u. Klara Drenker-Nagels).
- Rheinisch! – Europäisch! – Modern! Netzwerke und Selbstbilder im Rheinland vor dem Ersten Weltkrieg, Essen 2013 (zus. mit Jasmin Grande u. Georg Mölich).
- Gruppenfieber. Vom Fruchtbringenden Palmbaum zum poetischen Baukran, in: Schreibwelten – Erschriebene Welten. Zum 50. Geburtstag der Dortmunder Gruppe 61, hrsg. im Auftrag der Fritz-Hüser-Gesellschaft von Gertrude Cepl-Kaufmann u. Jasmin Grande. Essen 2011 (Schriften des Fritz-Hüser-Instituts für Literatur und Kultur der Arbeitswelt 22), S. 80–95.
- August Sauer. Zur Positionierung zwischen Wissenschaft und Öffentlichkeit. In: Steffen Höhne (Hrsg.): August Sauer. Ein Intellektueller in Prag zwischen Kultur- und Wissenschaftspolitik. Köln 2011, S. 79–103.
- Die Einblatt-Archivalie „Theaterzettel“ als Erinnerungsträger und Medium kulturwissenschaftlicher Forschung. Zum Bestand in der Universitäts- und Landesbibliothek Düsseldorf, in: Bibliothek und Forschung. Die Bedeutung von Sammlungen für die Wissenschaft, hrsg. v. Irmgard Siebert, Frankfurt 2011, (Zeitschrift für Bibliothekswesen und Bibliographie. Sonderbände 102), S. 45–73.
- Rheinland – Berlin – Paris. Carl Einsteins messianische und spirituelle Identitätssuche im Kontext seiner biographischen Topographie, in: Carl Einstein und die europäische Avantgarde / Carl Einstein and the European Avant-Garde, hrsg. v. Nicola Creighton u. Andreas Kramer, Berlin 2012, S. 13-30 (zus. mit Jasmin Grande).
- Berliner Expressionismus im Umfeld des Sturm, in: Der Sturm. Zentrum der Avantgarde, Katalog zur Ausstellung im von der Heydt-Museum Wuppertal 2012, hrsg. v. Antje Birthälmer u. Gerhard Finckh, Wuppertal 2012, S. 159–184.
- Die Erschaffung einer Literatur des Ruhrgebiets im Geiste der Revolution, in: Revolution und Arbeiterbewegung in Deutschland 1918-1920, hrsg. v. Karl Christian Führer, Jürgen Mittag, Axel Schild u. Klaus Tenfelde, Essen, 2013 (Veröffentlichungen des Instituts für soziale Bewegungen, Schriftenreihe A, Bd. 44), S. 431–451.
- Die Erfindung einer kulturellen Landschaft. Das Rheinland in Europa, in: Rheinisch! – Europäisch! – Modern! Netzwerke und Selbstbilder im Rheinland vor dem Ersten Weltkrieg, hrsg. v. Gertrude Cepl-Kaufmann, Jasmin Grande u. Georg Mölich, Essen 2013, S. 23–41.
- Literarische Paradiese, in: Das (verlorene) Paradies. Expressionistische Visionen zwischen Tradition und Moderne, Katalog zur Ausstellung im August Macke-Haus, hrsg. v. Klara Drenker-Nagels, Bonn 2014, S. 93–111.
- Yvan Goll. Eine Suche nach Zeitgenossenschaft. In: Konjunktionen. Yvan Goll im Diskurs der Moderne. Hrsg. v. Hermann Gätje u. Sikander Singh, Tübingen 2017, S. 9–29.
- Nachkriege im Zeichen der Demokratie. Zur Genese von Humanitätskonzepten in Deutschland, in: Freiheit und Gerechtigkeit als Herausforderung der Humanwissenschaften. Freedom and Justice as a Challenge of the Humanities, hrsg./ed. v. Mira Miladinović Zalaznik u. Dean Komel, Bern 2018, S. 13–39.
- Die Bonner Republik 1945–1963. Die Gründungsphase und die Adenauer-Ära. Geschichte – Forschung – Diskurs, hrsg. v. Gertrude Cepl-Kaufmann, Jasmin Grande, Ulrich Rosar u. Jürgen Wiener, Bielefeld 2018.
- 1919 – Zeit der Utopien. Zur Topographie eines deutschen Jahrhundertjahres, Bielefeld 2018.
- mit Philipp Cepl: Der einzige senkrechte Ort der Welt. Die Künstlerkolonie Positano. Wagenbach, Berlin 2021, ISBN 978-3-8031-2841-6.
- Ende der Bonner Republik? Der Berlin-Beschluss 1991 und sein Kontext, hrsg. v. Gertrude Cepl-Kaufmann, Dominik Geppert, Jasmin Grande u. Benedikt Wintgens, Düsseldorf 2024, ISBN 978-3-7700-5361-2.